# Район Мінамі (Саґаміхара)
35°31′0″ пн. ш. 139°25′0″ сх. д. / 35.51667° пн. ш. 139.41667° сх. д.
Райо́н Міна́мі (яп. 南区, みなみく, МФА: [mʲinamʲi ku̥], «Південний район») — район міста Саґаміхара префектури Канаґава в Японії. Станом на 1 квітня 2009 площа району становила 38,20 км². Станом на 1 липня 2011 населення району становило 274 926 осіб.